# Bremeninsel
Die Bremeninsel (im Vereinigten Königreich Zeta Island) ist eine etwa 1 km² große, zu 95 % mit Eis bedeckte, unbewohnte Insel im Palmer-Archipel westlich der Antarktischen Halbinsel. In der Gruppe der Melchior-Inseln liegt sie südwestlich der Etainsel und nordwestlich der Omegainsel. Von ersterer trennt sie der Borrowman-Kanal, von letzterer der Bremenkanal. Nach Norden grenzt sie an den Andersen Harbour, nach Westen an die Meerenge The Sound.

## Entdeckung
Die Insel ist nach dem Kreuzfahrtschiff Bremen benannt, von dem aus Passagiere und Mannschaft eines Schlauchbootes am 2. Februar 2003 einen schmalen, etwa 1 km langen Kanal entdeckten. Dieser trennt die Bremeninsel als eigenständige Insel von der Omegainsel und war zuvor nicht in Seekarten verzeichnet. Der Kanal wird jetzt offiziell Bremenkanal genannt.